# Projection stéréographique oblique de Roussilhe
La projection stéréographique oblique de Roussilhe est une projection cartographique développée en 1922 par Henri Roussilhe.

## Description
Elle utilise une série tronquée pour approximer une projection stéréographique oblique pour l'ellipsoïde. 